# Heiwa PGM Championship
Heiwa PGM Championship är en professionell golftävling på den japanska golftouren. Tävlingen har spelats årligen i november sedan den etablerades 2013.
Hideto Tanihara har vunnit tävlingen två gånger.
Inför 2015 flyttade tävlingen till Sobu Country Club. Golfbanan är 6 513 meter lång och har par 70. Innan dess spelades tävlingen på Miho Golf Club, som var par 71.
2017 spelas tävlingen på PGM Golf Resort Okinawa.

## Vinnare
| År                                    | Spelare                | Nationalitet           | Resultat               | Mot par                | Golfbana                | Plats                  |
| Heiwa PGM Championship                | Heiwa PGM Championship | Heiwa PGM Championship | Heiwa PGM Championship | Heiwa PGM Championship | Heiwa PGM Championship  | Heiwa PGM Championship |
| ------------------------------------- | ---------------------- | ---------------------- | ---------------------- | ---------------------- | ----------------------- | ---------------------- |
| 2017                                  |                        |                        |                        |                        | PGM Golf Resort Okinawa | Okinawa                |
| 2016                                  | Hideto Tanihara        | Japan                  | 268                    | −12                    | Sobu Country Club       | Inzai, Chiba           |
| 2015                                  | Hideto Tanihara        | Japan                  | 269                    | −11                    | Sobu Country Club       | Inzai, Chiba           |
| Heiwa PGM Championship in Kasumigaura |                        |                        |                        |                        |                         |                        |
| 2014                                  | Tomohiro Kondo         | Japan                  | 264                    | −20                    | Miho Golf Club          | Miho, Ibaraki          |
| 2013                                  | Wu Ashun               | Kina                   | 273                    | −11                    | Miho Golf Club          | Miho, Ibaraki          |